# مكادي باي

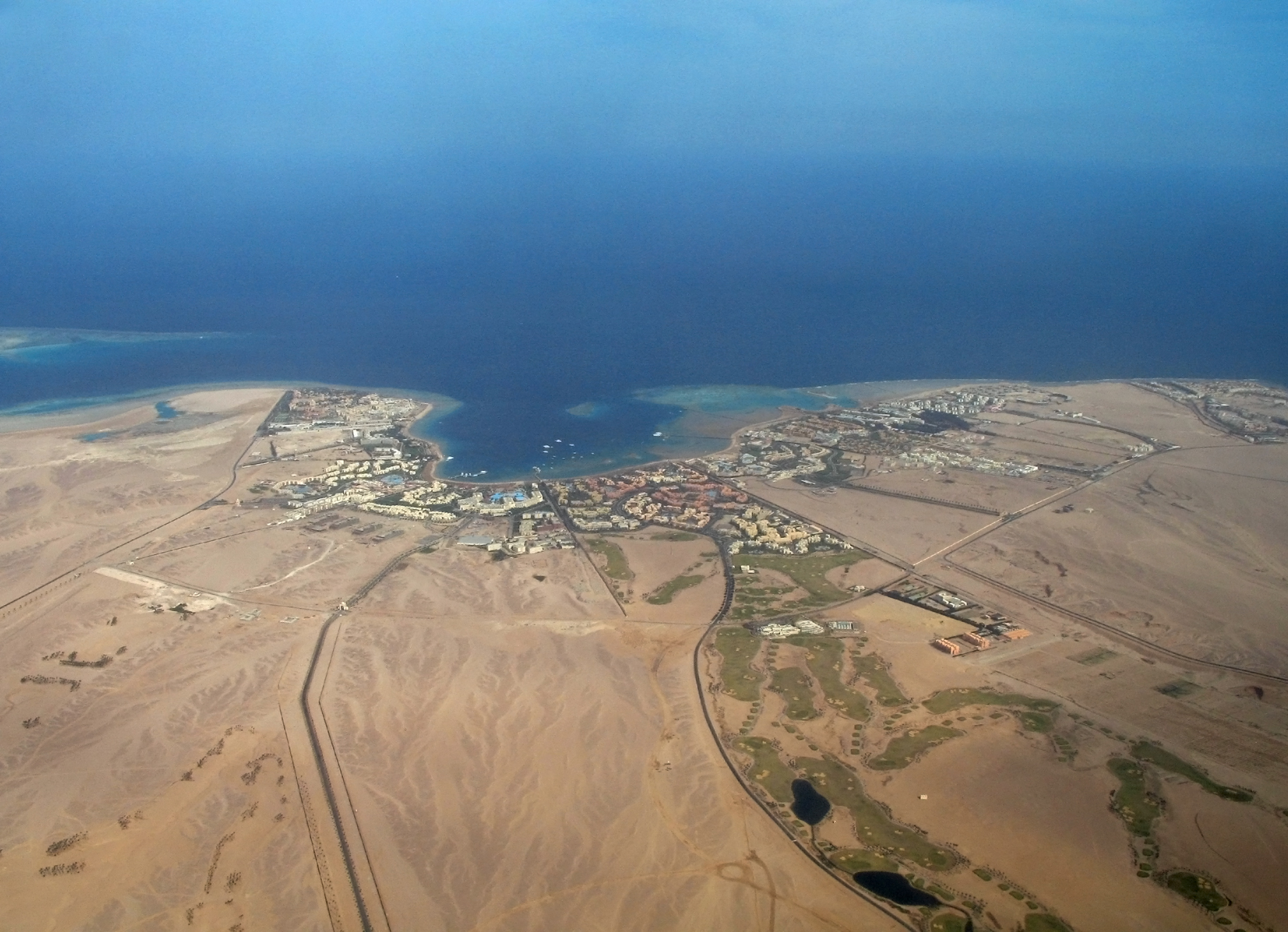
صورة جوية لخليج مكادي

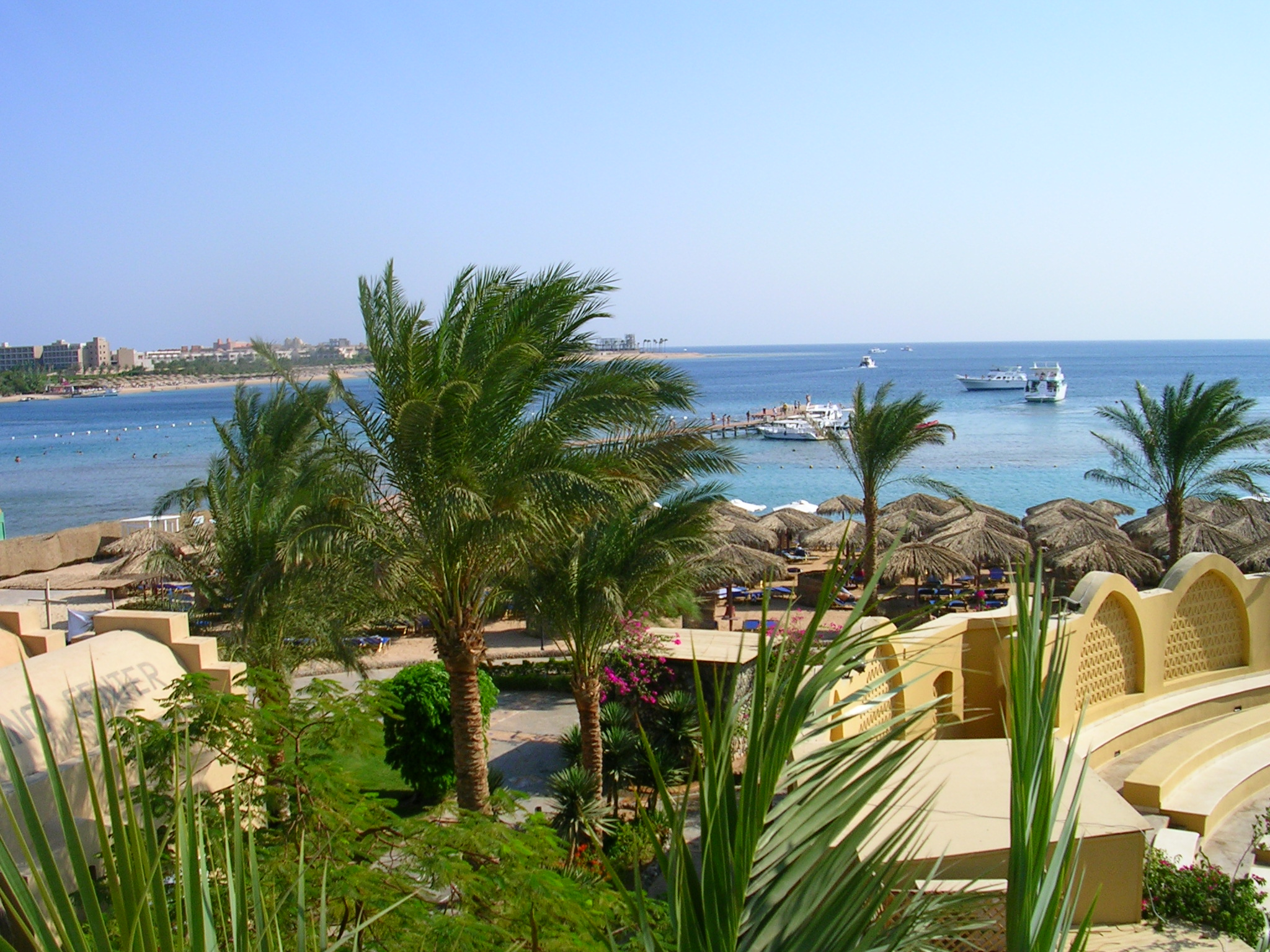
منظر لمنتجع فندق في خليج مكادي

مكادي باي أو خليج مكادي هي مدينة منتجع في مصر. تقع على بعد حوالي 30 كيلومتر جنوب الغردقة على البحر الأحمر.

## روابط خارجية
- دليل خليج مكادي